# SWS
SWS（エス・ダブリュー・エス）、スーパー・ワールド・スポーツ（Super World Sports）は、かつて日本に存在したプロレス団体。
メガネスーパーが新規設立した企業「メガネスーパー・ワールド・スポーツ」が運営し、1990年5月に新団体として旗揚げしたが、1992年6月をもってプロレス団体としての活動停止。

## 概要
メガネスーパーの豊富な資金力を元に、既存するプロレス団体から選手・スタッフの引き抜き工作を行って新たな団体を旗揚げし、当時の黒船的存在としてプロレス界に大きな衝撃と激震を巻き起こした。メガネスーパーはSWS旗揚げ以前から新生UWFなどへの大会後援で活動しており、1989年に水面下で異業種からのプロレス団体参画へ向けて動き出していた。早期からメガネスーパーの意を受ける形で海外のプロレス事情を視察するとともに、選手の獲得交渉に携わっていた中心人物に若松市政が挙げられる。
同年、アメリカのWCWに参戦していた新日本プロレス（当時）所属のグレート・ムタ（武藤敬司）をエースとする構想で、サーキットを共にしていたケンドー・ナガサキ（桜田一男）を通じてアプローチしたが、獲得は出来なかった。武藤に代わるエース選手候補として藤波辰巳の名前も上がっていたという。
1990年、最初に新日本プロレスからの引き抜きを開始し、ジョージ高野と佐野直喜がこれに応じて新日本を退団した後、SWSに入団。4月にはエース候補として全日本プロレスを退団した天龍源一郎の獲得に成功する。また当時、全日本が提示していた複数年契約に難色を示した所属選手も全日本を退団し、SWSに相次いで移籍する。ただし谷津嘉章を筆頭に、全日本や肖像権を管理する日本テレビとの契約期間中にもかかわらずSWSへ離脱した選手が存在しており、契約違反となった選手に関して全日本は後に法的措置を取っている。その結果、全日本プロレスから多くの選手・スタッフを引き抜いた形で集められた。
SWSはこれまでのプロレス団体と違い、選手達に高額な給料が支給されていた。特に団体のエースだった天龍は、当時プロ野球選手で最高額年俸だった中日ドラゴンズの落合博満並みの高給であったという。
9月29日、天龍の出身地でもある福井県の福井市体育館において「越前闘会始（たたかいはじめ」のタイトルでプレ旗揚げ戦が行われ、後に横浜アリーナで10月18日・10月19日の両日に『闘会始'90』と銘打って正式な旗揚げ戦が行われた。旗揚げ戦はテレビ東京で録画中継され、木村匡也がディスクジョッキー口調で実況を担当した。その後はWOWOWの方で1991年3月から1992年3月まで1年間、月1回の割合で放送される。
SWSは大相撲で運用されていた『部屋別制度』をプロレス団体に導入する形で、今までのプロレス業界に存在しなかった画期的なシステムを取り入れ、部屋対抗戦をカード編成の主体とした。部屋として天龍源一郎率いる『レボリューション』、若松市政率いる『道場・檄』、ジョージ高野率いる『パライストラ』の計3部屋が置かれた。
しかし、この『部屋別制度』が次第に団体内部で派閥争いを招く温床にも繋がり、SWSのエースである天龍源一郎率いる『レボリューション』と、それ以外の2部屋との間で主導権争いが生じた。
他にも1991年4月1日のワールド記念ホール大会で、レボリューション所属の北尾光司がジョン・テンタとのシングル戦の試合後に自らマイクを持ち、対戦相手のテンタに向かって「八百長」発言を連呼するという前代未聞の不祥事を起こした。この『八百長』発言が後にSWS内だけに留まらずプロレス界でも大問題となり、最終的に北尾がSWSを解雇される事態となった。これらのトラブルが続き、更に興行の不振も重ってしまい、SWSは短期間で崩壊することになる。
崩壊後は引き続きメガネスーパーが一定期間スポンサーとなることを条件に、天龍を中心とした「レボリューション」所属選手主体のWARと、反天龍派の「道場・檄」と「パライストラ」所属選手主体のNOWの2つに分裂した。
約2年弱で崩壊したSWSだが、それまで他団体が実施しなかった道場を解放して「道場マッチ」を500円という低価格での開催や、その後の日本プロレス界の演出として定着する「一本花道」の採用、またWWF（現：WWE）との提携でスター選手の招聘を実現するなど、画期的で斬新な試みを幾つか行った。一般企業を親会社に据え、その子会社としてプロレス団体を機能させる経営スタイルは当時としては珍しく「企業プロレス」と称されたが、後に複数のプロレス団体が株式譲渡などによる運営会社の子会社化を図っている。

## 歴史
この節の出典

### 1990年
- 4月26日、天龍源一郎が全日本プロレス社長のジャイアント馬場と会談。辞意を了承され退団し、メガネスーパーが興す新団体参加の意向を明らかにする。
- 4月27日、新日本プロレス所属のジョージ高野・佐野直喜の2人が大会を欠場したことにより、両選手の新日本脱退が表面化。
- 5月7日、新日本プロレスを退団したジョージ高野が、新団体に参加する意向を表明。
- 5月10日、ホテルオークラで「株式会社メガネスーパー・ワールド・スポーツ設立発表会」が開かれ、田中八郎メガネスーパー代表取締役社長・富永巽総務部次長・天龍源一郎が記者会見し、SWSの発足を発表。
- 5月15日、若松市政の入団と道場主就任を発表。
- 6月5日、ジョージ高野の入団と道場主就任を発表。
- 6月27日、新横浜仮道場完成披露パーティーで、桜田一男・鶴見五郎・片山明が所属選手として出席。
- 7月2日、全日本プロレスを退団したサムソン冬木・高野俊二ほか5名の入団を発表。
- 7月11日、石川敬士の入団を発表。
- 7月12日・13日の2日間、第1回SWS新人オーディションを開催。元新日本プロレスの大矢健一、元全日本プロレスの平井伸和ら6名が合格。
- 8月7日、全日本プロレスを退団したザ・グレート・カブキと谷津嘉章の入団および、元全日本プロレスの渉外部長であった米沢良蔵の取締役就任を発表。
- 8月23日、アメリカから帰国した元新日本プロレス・佐野直喜の入団を正式発表。
- 8月29日、維新力の入団と、新倉史祐のフリー参戦を発表。
- 8月30日、事業概要発表会披露パーティーがホテルオークラで行われ、3道場の正式名称と選手の振り分けを発表。
- 9月29日、福井市体育館でプレ旗揚げ戦『越前闘会始』を開催。
- 10月16日、ドン荒川の入団を発表。
- 10月18日と19日の両日、横浜アリーナで旗揚げ2連戦を行う。
- 10月21日、テレビ東京が横浜アリーナ2連戦の模様を録画放映。
- 11月1日、新日本プロレスを退団した北尾光司の入団を発表。
- 11月10日、新横浜仮道場で道場マッチ『登竜門』を開催。この日を含めて計5回開催された。
- 11月20日、WWFとの2年間の業務提携締結を発表。

### 1991年
- 2月14日、週刊プロレスに対して取材拒否通達書を発送。
- 2月24日、第2回新人オーディション開催。安良岡裕二・中原敏之が合格。オーディションとは別に川畑輝ら2名の入団を発表。
- 3月13日、同じくメガネスーパーがスポンサーの新UWF藤原組（後のプロフェッショナルレスリング藤原組）との業務提携を発表。
- 3月24日、提携先のWWF主催「レッスルマニアⅦ」に天龍と北尾が参戦。タッグマッチでデモリッションと対戦して勝利。レッスルマニアシリーズで初の日本人選手による試合となる。
- 3月30日、東京ドームでWWFとの共催で『レッスル・フェストin東京ドーム』を開催。藤原組が初参戦。この大会からJBS（WOWOW=日本衛星放送）による放映が開始される。
- 4月1日、ワールド記念ホールで『レッスル・ドリームin神戸』を開催。藤原組の鈴木みのるとの一騎討ちでのアポロ菅原の不可解な試合放棄事件、北尾光司対ジョン・テンタ戦で北尾が暴走の末に、反則負けとなった上にマイクを持ち「八百長野郎」との暴言を放ったいわゆる「北尾事件」が同日に発生し、トラブルが続発した。
- 4月4日、緊急理事会を開いた上で北尾光司のSWS「解雇」を決議。引責として天龍が道場主、理事会長、取締役の辞任届を提出（その後、慰留されて職に留まる）。
- 7月19日、田中八郎社長が「メガネスーパー・ワールド・スポーツ」社長を退任し、新社長に天龍源一郎が就任。
- 7月23日、阿修羅・原の入団を発表（前日付での入団扱い）。
- 7月31日、伊豆大島トレーニングジム落成式開催。
- 8月9日、横浜アリーナにてSWS1周年記念大会『紀元一年』を開催。
- 9月13日、川崎市麻生区に落成した本道場を披露。
- 10月12日、文化放送でラジオ番組「激闘!SWSプロレス」放送開始。
- 10月14日、EMLLとの業務提携を発表。
- 10月24日、EMLLの浅井嘉浩（後のウルティモ・ドラゴン）との契約を発表。
- 12月12日、2度目（単独では初）の東京ドーム進出。『スーパー・レッスルin東京ドーム』を開催。

### 1992年
- 4月17日と18日、「THE BATTLE OF KINGS」2連戦を開催。テレビ東京が録画中継。
- 5月14日、元選手会長の谷津嘉章が記者会見を開き、その席で辞意を表明。天龍派『レボリューション』と谷津・ジョージ高野派『パライストラ』『道場・檄』の対立が表面化。
- 5月18日、天龍派と反天龍派が真っ二つに分かれたカード編成での新シリーズが開幕。
- 5月23日、緊急理事会を開き、7月以降の天龍派と反天龍派の2派に分かれての活動を決定。
- 5月25日、東京全日空ホテルにおいて、23日の理事会の決定事項を正式発表。SWSとしての興行活動の休止と、天龍派（WAR）と高野・鶴見五郎派の『パライストラ』及び『道場「檄」』連合（NOW）の2団体へ分裂を発表。
- 6月19日、長崎国際体育館大会をもって、SWSとしての興行活動を終了。
- 6月27日、反天龍派（旧『檄』『パライストラ』）がNOWの発足を発表。
- 6月28日、天龍派（旧『レボリューション』）がWARの設立を発表。

## 他団体への影響
当時、ジャンボ鶴田と並ぶ2枚看板の選手だった天龍源一郎を筆頭に、谷津嘉章などの中堅選手とスタッフを多く引き抜かれた全日本プロレスは一時、崩壊の噂も流れて当時の東京スポーツでも『全日本プロレス  崩壊危機』とも報じられた。しかし残留した三沢光晴、川田利明、小橋健太、菊地毅ら「超世代軍」と、鶴田率いる田上明、渕正信、小川良成ら「鶴田軍」との抗争を軸に据えた。
SWSへ選手・スタッフが大量に離脱してしまい、全日本プロレスは1972年の旗揚げ以来、最大のピンチが訪れた。しかし全日本は残留した選手の活躍や「SWSへ移った選手達に負けるな!」と、一致団結したこともあり勢いを盛り返した。全日本の社長であるジャイアント馬場は、1999年1月に死去するまで天龍を始めとするSWSへの離脱組を再び全日本のリングへ上げなかった。しかし天龍の全日本への参戦は、WAR社長の武井正智が主導となって幾度か交渉をした経緯がある。その交渉の際に馬場は「全日本が困った時には頼むかもしれないけど、今はいいから」と答えていたのもあり、完全な絶縁関係ではなかった。
だがその一方で、馬場から天龍が全日本に上がる条件として三沢たちに土下座をして謝罪することを要求する。しかし、天龍は馬場に頭を下げるのなら分かるが、三沢達に対して土下座をすることには納得出来ず、この話は御破算になったと発言している。天龍の全日本への参戦は、馬場没後の2000年に選手の大量離脱で経営危機に伴い、全日本からのオファーによって実現した。後に天龍は、三沢をSWSへ引き抜く計画があったことを証言しており、天龍が「今の給料の倍は出せるからどうだ?」とSWSへ来るように話したところ、三沢は「僕は今の状態で満足ですよ」と返答しており、天龍は「酒席での話だから、このことは忘れてくれよな」と三沢に告げたという。
新日本プロレスからも選手が引き抜かれたが、過去に第1次UWFや長州力ら『維新軍団』の離脱など、度々大規模な離脱劇に見舞われた過去があるため、今回の様なことにも慣れていた新日本のフロント陣は早急な慰留工作を行い、主力級の選手はほぼ残留している。同時に新日本からSWSへ離脱したジョージ高野と佐野直喜に関しては、後に法的措置を取ったと同時に、星野勘太郎などベテランの選手が新日本道場に泊まり込んで若手を監視していたという。
SWSは武藤敬司のほかにも、藤波辰巳の獲得も狙っていた。当時、新日本所属であった橋本真也は当時、週刊プロレスのインタビューで「プロレスにお金を出してくれる人のことを悪く書いたら、これからスポンサーになろうと思っている人も逃げちゃいますよ」と答えており、メガネスーパーがスポンサーとして存在したことに関しては肯定的意見を述べた。
第2次UWFについては、SWS設立の前年（1989年）に東京ドーム大会『U-COSMOS』のメインスポンサーをメガネスーパーが務めるなど、双方共に友好な関係だったこともあり選手の引き抜きはしなかった。その縁でSWSはUWF選手の出場を図っている。後に藤原喜明のSWS参戦を発表したが、これが元となってUWF内部に選手とフロント間の関係悪化を招いてしまい、UWF崩壊の遠因を作ることになる。
最終的にUWFが分裂に発展し、藤原・船木誠勝・鈴木みのるらはメガネスーパーのスポンサード（事実上の傘下団体）を受けて藤原組を旗揚げした。形式上のSWSとの業務提携を受けて、藤原組は当初「1か月のうちに1週間をSWSが拘束して興行に参戦する」という予定だったが、1991年4月1日に神戸大会で発生した鈴木対アポロ菅原戦での不可解な試合放棄事件以降、SWSと藤原組の関係は事実上凍結してしまい、両団体は数回参戦のみで終わった。
ユニバーサル・プロレスリング（前出のUWFとは異なる「ルチャリブレ」を中心とした団体）との関係では、当時ユニバーサルのエースでもあった浅井嘉浩（ウルティモ・ドラゴン）が、1991年9月にメキシコで参戦していたUWA（LLI）からEMLLに移籍した事で、日本での主戦場が10月にEMLLと業務提携したSWSへ自動的に移る事となった。これに対し、ユニバーサルの代表である新間寿恒の父の新間寿（元新日本プロレス営業本部長）は「SWSによる引き抜き」と捉えて激怒し、SWSの事務所に乗り込むことを明言するなど一時関係が悪化したが、浅井のSWS参戦発表直前に仲介役を介して天龍と新間寿の直接会談が行われ、新間寿が態度を軟化させたことで浅井のSWS参戦が実現した。浅井が初参戦した10月29日の福岡国際センターの興行には、新間寿恒が花束を持ってリングに登場して浅井を激励しており、この後に浅井は同年11月に行われたユニバーサルの後楽園ホールの興行に「特別参戦」としてけじめを付けた後、SWS（「レボリューション」）の所属としてフル参戦（1991年12月の東京ドーム大会からは「ウルティモ・ドラゴン」として参戦）するとともに、EMLLの極東担当としてSWSに参戦するEMLL選手のブッキングの役割を果たすこととなった。

## 週刊プロレスとの軋轢
SWSを批判的な論調で取り上げたのが雑誌『週刊プロレス』、及び当時の編集長の山本隆司（ターザン山本）だった。山本は天龍の番記者だった『週刊ゴング』の小佐野景浩が、天龍の全日本退団などの情報を自分たちより早く得ていたことから、天龍が小佐野経由で週刊ゴングに情報をリークしていたと決め付け、天龍とSWSに対するバッシング報道を開始。「『プロ（＝プロレス）はお金である』ということがはっきりした」と表紙に掲載するなど、批判的な論陣を張った。週刊プロレスが喧伝した「SWS＝金権プロレス＝悪」という印象は天龍の引き抜きを始め、その後も続いた既存団体からの実質的な引き抜きにネガティブな印象を抱いていた多くのプロレスファンに支持され、SWSは厳しい立場となった。
週刊プロレスはSWSへバッシングを始めた後も、しばらくは正規の取材を行い、誌面には試合の経過・結果や、写真なども掲載されていた。また、プレ旗揚げ戦『越前闘会始』には山本が自ら試合会場に赴き、取材を行っていた。しかし全日本プロレス時代の、天龍革命のような凄みは感じられなかったとして、誌面にはSWSおよび天龍についてのネガティブな記述が多くなっていく。こうした状況が続き、また「プロはお金である」というバッシングの端緒になった評に対して、天龍は「お金で動いたとはいえない」など直接反論している。一方で若松市政は「その『週刊プロレス』もSWSの情報を載せて下さっている。ありがたいです」と大人の対応も示していた。
そんな中、SWSが初めて開催する東京ドーム大会の広告が週プロ誌上に掲載された。これは週プロがSWSの大会を扱ったものとしては初めて掲載したもので、広告のデザイン・レイアウトは週プロ編集部が担当した。しかしこの広告のレイアウトのミスと、クレーム対応の不手際が最終的にSWSの取材拒否に結び付くトラブルに発展する。発端はファイティングポーズを取る天龍の口元の部分に、「ドームに夢を見よ」というコピーの内の「夢」という文字が入ったふきだしが被さったことだった。SWS側は、天龍の口に黒いマスクを被せたように見えるとしてクレームを入れ、週プロ側ではそれを受けてデザインを修正する運びになった。しかし結局不手際により、修正前のデザイン広告が誌面に出てしまう。この不手際に関して週プロは「特に意図的ではない」としたものの、SWS側は「これは悪意に満ちている」と捉え、強い不信感を抱いた。そしてこのトラブルを契機に、SWSは週プロに対して取材拒否を通告する。
取材拒否の通告を受け週プロは、表紙に黒色の背景で「2月15日の午後、SWS代表取締役の田中八郎氏より、取材拒否を意味した通告書が本誌・週プロに対し速達で届きました」と掲載。この時の誌面では事態の経緯と共に、関係修復を試みている旨を記したものの、これより数週後の誌面では「今後はSWSに関する、一切の情報の掲載を控えさせていただきます」と山本の編集長名義で回答し、双方の関係は回復することなく決裂した。この取材拒否はSWSの崩壊後も、後続団体のWAR創立当初まで続くことになった。また天龍個人は団体崩壊後もしばらくの間、週プロ（ターザン山本）に対して取材拒否を続けた。
2000年の『週刊プロレス スペシャル3』には、鈴木健による田中八郎への単独インタビューが、巻頭記事として掲載された。田中は同誌の取材に応じた理由を「プロレス界から身を引く際に、正式な挨拶が出来なかったので、改めて皆様に対して挨拶が出来ればと思いまして」とした。田中は当時を振り返って、「引き抜きというタブーを行ったことで週プロがアレルギー反応を起こすのは承知していたが、正直悪く書かれたくはなかった」「週プロさんは全日本との長い付き合いがあったことから、（自分たち）新しい団体に対して良いことを書きますってことは無い。しかし、ゴングさんとかはそういう色を出さなかった。それは編集長の見解の違いだったんでしょうね」と答え、山本の編集長としてのSWSに対する見解と姿勢には不満があったと語った。
なお、山本は同じ『週プロSP3』誌上で「膨大な資金力のあるSWSに付く方が本来ならいいんだけどさ、敢えて自分は馬場さんを支持する側に回ったのよ。他の全てを敵に回しても、馬場さんと共に負けるほうがいいと思ったんだよね」などと語っていた。しかし後年、山本は馬場から金銭を受領し、その見返りとしてSWSをバッシングしていたこと、SWS崩壊後には「今後週プロ誌上では、実名を上げてのバッシング活動を一切行わない」という約束の見返りとして田中八郎から1年間に渡り、月50万円以上を受け取っていたことを暴露本で告白した。

## 早期崩壊の経過と原因
SWSが約2年という短期で崩壊した要因として、一部プロレス誌によるバッシング報道で悪い印象を与えられてしまい、その影響によってSWSはプロレスファンからの批判・反発などもあったが、それ以上に天龍派の『レボリューション』と、反天龍派である『道場・檄』『パライストラ』の2部屋との対立がかなり大きかったとされる。
SWSは元々が全日本・新日本・旧国際プロレス出身者が集まって旗揚げされた寄合い所帯であり、出身団体で培ったプロレス観や思考がそれぞれ異なっていたこともあり、旗揚げ当初から既に対立の火種を抱えていた。それでも純粋な部屋別対抗戦の域ならまだしも、実際は天龍派にマッチメイクなど団体自体の主導権を握られていた反天龍派の不信感は非常に根強かった。新団体の旗揚げという始まりからすれば、3部屋は常に平等であることが理想的なのだが、マッチメイカーを天龍派であるレボリューション所属のザ・グレート・カブキが担当していたため、集客面や注目度などを検討して天龍やレボリューション派寄りのマッチメイクになる傾向が強かった。そのため、カブキが編成したマッチメイクには反天龍派からの不満と反感を買い、これが元で天龍率いるレボリューション派への不信感と嫌悪を持たせる結果となり、派閥争いに拍車を掛ける形となった。
カブキがマッチメイクした試合編成に納得行かない反天龍派選手の中には、田中社長に直訴することで決定事項が覆ったともいわれる。そのため反天龍派からの根強い抗議と反発に配慮して、天龍・レボリューション派の選手がメイン出場する試合を変更し、他2部屋の選手がメインに出場する試合編成とした。カブキはオープニングマッチ（第1試合）に力を注いだが、反天龍派は第1試合の出場を拒否する傾向があったため、その際にはカブキが第1試合に出場している。
寄り合い所帯のため各道場同士の信頼関係が希薄であり、お互いがシュートを仕掛けてくるのではないかと疑心暗鬼になっていた。そのため、反天龍派の中には天龍やカブキに対して「なぁ、今日はガチでやるのかよ」、「（シュートを）仕掛けて来たらただじゃおかないですよ」と、直接言って来た選手もいたという。
準備不足もあり各部屋が専用道場を用意出来なかった点と、本道場完成の遅れが『部屋の派閥化』傾向に拍車を掛けた。旗揚げ当時に掲げたプランニングでは、各部屋ごとに専用道場を全国各地に建設し、人材育成と選手による社会奉仕の構想も練られていた。しかし当初掲げた構想計画は早期に頓挫となり、実際は旗揚げ時に建設された新横浜の仮道場と、SWS発足から1年以上が過ぎた1991年9月、神奈川県川崎市百合丘に総工費7億円を掛けて完成した本道場を提供したに過ぎず、結局この2か所を各道場毎に使い回しせざるを得なかった。この結果、部屋毎の独立色を打ち出せず「派閥の温床」になっていた。
小佐野景浩著の『SWSの幻想と実像』によると、当初から天龍をエースとした団体の方針に不満と違和感を持った選手が存在しており、中には「自分は理想と思想を持ってSWSに移籍して来た。天龍をエースとして盛り上げるためにここ（SWS）に来た訳じゃないから」と、心中密かに反発している選手もいたという。
また、反天龍派はWWFとの提携で発生する高額な提携料や、選手に支払うファイトマネーなども問題視しており「WWFと提携して高額な金を支払うなら、海外のインディー団体から選手を招聘した方がファイトマネーも安く済むので、その分を自分達に還元して欲しい」と、反天龍派から不満・反対の声が上がっていた。
しかしSWSはこの時、後発団体でありバッシングの最中だったため「他団体（新日本・全日本など）がやれないことを、SWSでやってみようじゃないか」という天龍の目論みもあり、敢えて反天龍派からの不満・反対の声を押し切り、田中社長に了承を得た上でWWFと提携する決断をした。しかし、その天龍の考えと反天龍派との見解の相違が大きかったために、両者との不信感と確執を生むきっかけとなった。
また旗揚げ前の構想では、各部屋がそれぞれ単独で興行を行って年に数回に渡り、部屋合同の対抗戦を開催する予定であったが、SWSがバッシング報道の最中だったため「レボリューション派を除いた2部屋が単独興行をした所で、観客が入らないだろう」と難色を示し、結局3部屋での合同興行となった。しかしレボリューション派からすると、他の部屋が泣き付いて来たにもかかわらず、再び反発して来るという身勝手な行動と捉え、天龍派・反天龍派との確執が更に深まる結果となった。
1991年4月1日に発生した北尾事件以降は、マッチメイク補佐役として道場・檄から谷津嘉章、パライストラからドン荒川が新たに就任した。合議制を取り各部屋の意向を反映される様に改善した。道場対抗戦では普段にないタッグも組まれ、選手間との関係は良好となり「派閥解消」かと思われた。しかしマッチメイカーのカブキは従来通り天龍・レボリューション派の選手がメインの試合を編成するために、各部屋同士の対立は相変わらず続いてしまい、派閥解消にならず確執が更に深まってしまった。そして1992年5月14日、選手会長だった谷津嘉章の記者会見上で突然の「選手会長辞任・SWS退団」発言により、一気に対立が表面化する形となった。
谷津が記者会見を行い、社長でエースの天龍を公然と批判したことで天龍派と反天龍派との派閥解消・関係修復は事実上不可能となり、この記者会見以降はSWS崩壊まで対抗戦を一切組まず、天龍派と反天龍派が単独で組んだ試合カードを照合して編成する。SWS旗揚げ以来マッチメイカーを担当していたザ・グレートカブキが1992年5月7日に記者会見を開き、正式にマッチメイカーを辞任してフリーとして活動することを表明したため、新たなマッチメイカーには天龍派から石川孝志・反天龍派から鶴見五郎を選出した。
このような混沌とした異常事態の中、SWSでは今後この状況で団体運営を続けるのは難しいと判断し、8月に予定されていた興行をキャンセルするなど、団体としての幕引きへ向けて水面下で動きが進行していた。
5月22日の後楽園ホール大会では、興行開始前に内部混乱を招いた責任を取る形で谷津と仲野信市の2人が、辞表を手に引退を表明した。なおこの時に谷津と行動を共にしたのは仲野のみで、他の反天龍派の選手は同調せず、引退はこの2人のみだった。またこの騒動に対し、プロレスマスコミが事情を知らず勝手に「谷津がSWSからの退団・引退を表明」などと臆測で書き立てたことに不満を抱き、谷津は「自分がこれまで言って来た主張を、マスコミはちゃんと報じていないじゃないか。もう引退って書いちゃっていいよ」と、半ば苛立ちながらマスコミを批判した。
当時のファンやプロレスマスコミは、天龍源一郎とレボリューション派の選手を擁護する声が多く、会見の席で天龍やSWSを批判した谷津嘉章を始め、反天龍派の選手達は厳しく非難された。同大会で組まれた谷津・仲野の「SWS引退試合」では、観客の執拗な野次や激しいブーイングが起き、更にリング上に物が投げられるという異常な雰囲気となる。試合終了後は拍手すらなく、谷津は応援してくれたファンへ感謝と別れの意味を込め、自身の着ていたジャージを脱いで客席に投げ込んだが、逆にそれを観客から投げ返されてしまうなど、この一件に関してファンの反応は非常にシビアだった。
5月23日には事態収拾のため、取締役を含めた役員が出席して緊急理事会を招集。この会議でSWSの団体活動休止を決定し、正式な記者会見は2日後の25日に行われた。天龍派は「レボリューション」を母体に「WAR（レッスル・アンド・ロマンス）」を、反天龍派は「NOW（ネットワーク・オブ・レスリング）」をそれぞれ設立した。メガネスーパーはそれぞれ各団体に対し資金援助を行ったが、継続的ではなく期間限定として行い、WARには2年間・NOWには1年間のスポンサー料提供で終了した。
NOWのプレ旗揚げ戦（8月9日）から1ヶ月後の9月10日に発売された週刊文春の誌上で、ジョージ・俊二の高野兄弟による「俺たち、メガネスーパーに騙された」との見出しが付けられ、これまでによるSWS騒動の顛末と、社長含むメガネスーパーの会社組織自体を痛烈に批判する手記が掲載された。。
この批判記事の掲載とその影響により、高野兄弟はプレ旗揚げ戦のみでNOWを離脱することになり、後に谷津・仲野を発起人に加えた「PWC（プロ・レスリング・クルセーダーズ）」を旗揚げする。しかし発起人として名を連ねた谷津・仲野は実際はPWCへ参加せず、新たにプロレス団体のSPWF（社会人プロレス連盟）をSWS崩壊直後の1992年6月に発足し、1年2か月後の1993年8月に旗揚げ戦を行った。NOWはエース候補だった高野兄弟の離脱により、若手の維新力浩司を新たなNOWのエースに抜擢し、ベテランの上田馬之助を参戦させて維新力との抗争を繰り広げ、話題作りや地道な活動を続ける。しかし興行成績は振るわずに低迷してしまい、NOWは団体活動を休止した。
WARに関しては旗揚げ当初、天龍が一枚看板のエースとして新日本プロレスとの抗争を軸に盛り上がりを見せたが、スポンサーであるメガネスーパーがプロフェッショナルレスリング藤原組の東京ドーム大会の目玉カードとして天龍の出場を要請してきたが、新日本プロレスとの抗争が始まったばかりという事情もあり、新日本との対戦を主にしたい天龍が要請を断ると、すぐに約束されていた2年間の資金援助が途中で打ち切られ、新日本プロレスとの対抗戦が一段落した後はFMWをはじめとしたインディペンデント団体・UWFインターナショナル・女子団体であるLLPWなど幅広く交流を進めて独自路線で話題を振り撒いたが、これらの路線の全てが成功したわけではなく徐々に観客動員数は下降線を辿っていき、選手の離脱などもあり、興行会社として業務形態を変更した後、余力のある内に経営を停止している。
一方で分裂後はWAR・NOWのいずれにも参加しなかった選手もいる。ドン荒川はSWS解散後、唯一メガネスーパーの社員となり『SWS所属』の肩書で活動し、佐野直喜はUWFスタイルへの共鳴もあり、SWS活動停止後はUWFインターナショナルに移籍した。若手の中原敏之も佐野と共にUWFインターナショナルに入門したが、再デビューを果たせず引退している。また、片山明は活動停止前となる1992年1月の大阪大会で、コーナーから場外へ飛び技を仕掛けた際に誤って床下へ落下してしまい、頸椎脱臼骨折の重傷を負って事実上リタイアを余儀なくされ、現在もリハビリ中である。若手の山中敏也も1991年10月に脾臓破裂の重傷を負った後遺症もあり、団体活動停止とともに引退した。
SWSの団体活動は、6月19日の長崎国際体育館大会をもって最終興行を終了する。また事実上のSWS傘下団体となっていたプロフェッショナルレスリング藤原組も、1992年に分裂騒動が発生して興行活動を停止。これでメガネスーパーはプロレス業界から完全撤退となった。
SWSは旗揚げしてから2年間にかけて、およそ99億円をプロレスに投資したとされる。

## その他
SWSはメガネスーパーによるスポーツ事業を扱う子会社「メガネスーパー・ワールド・スポーツ」の一事業であり「プロフェッショナル・レスリング事業部」部門がプロレス団体としての機能を持っていた。SWSは活動停止後も会社組織としてはしばらく残り、ただ1人残留したドン荒川は「SWS所属」を名乗り出て活動していた。SWSの設立直後に成文化された公式ルールを制定し、旗揚げ戦のパンフレットに掲載された。
現在の各団体のビッグマッチには欠かせない「一本花道」を、日本で初採用したプロレス団体である。提携していたWWFの演出方法を参考にしたもので、1991年6月10日の愛知県体育館大会から採用された。一本花道は後に新日本プロレスや、プロレスリング・ノアでも採用している。演出面に関しては大手広告代理店の博報堂とタイアップしていたとされている。
旗揚げ当初、リングに『闘いのパオ』と称したテント状のシートを覆い被せ、試合開始直前に緞帳のように引き上げる演出を行っていたが、評判が良くなくすぐに取り止めている。
SWSの施設として、新横浜の仮道場と川崎市百合丘の本道場の他に、サイパンや伊豆大島にも合宿場があったとされる。
新横浜にあったSWSの仮道場で行われていた「登竜門」という道場マッチは、若手選手主体で開催されており、天龍源一郎やジョージ高野などの主力選手は出場しなかった。この試みは、普段選手達が練習している道場を一般公開して興行を行う目新しさもあり、500円という低料金の入場料で観客を集めて好評を博した。現在でもこの「道場マッチ」に関して、単独で道場を構える団体が頻繁に行う興行の始まりともいえる。
3道場と実質的な傘下団体であった「プロフェッショナルレスリング 藤原組」の他に、SWSでは当時経営難に陥っていたパイオニア戦志ごとSWSに吸収し、北尾光司をエースに立てた別動隊の母体としようとする構想があり、実際にパイオニア戦志の代表であった剛竜馬が支度金を受け取っていたという。しかし、それまでの剛との数々のトラブルや因縁などで選手会のほぼ全員からの猛反対を喰らってしまい、別動隊の動きは立消えとなっている。
テレビ中継に関しては、プレ旗揚げ戦「越前闘会始」を地元の福井放送のみで後日放映したのが最初である。同様の形で1990年11月に行われた「浜松闘会始」も地元局のみで後日放映されたが、当初予定されていた静岡第一テレビではなく、テレビ静岡で放映された。
前述した旗揚げ戦の中継は、2日間開催した大会を編集して、テレビ東京「日曜ビッグスペシャル」の枠で放映したものである。前出の木村匡也のほかに、杉浦滋男・四家秀治などのテレビ東京アナウンサーが実況を務めていた。杉浦は団体後期も含め、WARの試合中継でもそのまま実況を担当していた。なお、番組内で付けられていた木村の肩書きは「SWS専属アナウンサー」であった。
1990年の首都圏旗揚げ興行になった横浜アリーナ大会2日間の模様は、一部の試合が編集された上で後にVHSビデオとして発売された。現在この大会を納めたVHSビデオソフト以外の試合DVD・ブルーレイは未発売である。
1991年3月30日からはWOWOWで放送開始。第1回目は1991年3月30日の「レッスルフェストイン東京ドーム」大会を生中継で放送した。その後は月1回・120分枠または90分枠の録画中継が行われたが、1992年3月28日「昇龍激闘」3.18新潟大会の放送をもってWOWOWでの1年間の放送を終了した。さらに後にはテレビ東京と契約し、「激闘SWSプロレス」のタイトルでWOWOWの中継と同じ月1回・60分枠の中継が開始された。「激闘SWSプロレス」は、当時団体自体のスポンサーになって間もない西松建設が番組を単独で提供していたが、放送枠内でメガネスーパーのCMも流れた。
テレビだけでなく、ラジオ局の文化放送でも週1回の30分枠でSWSの情報番組があった。試合の実況中継も交えた非常に珍しいスタイルだった。SWS崩壊後はWAR、NOW両方とも中継した。
Vジャンプの増刊号時代での創刊号に、SWSを舞台にしたプロレス漫画『闘竜王（ティラノ）ザウラー』（画：黒田ひろし）が掲載された。SWSの将来を担うレスラーとして秘密裏に鍛えられていた青年が、恐竜をモチーフにしたコスチュームに身を包み、SWS崩壊を狙う悪の団体と戦うというストーリーで、タイガーマスクのようにタイアップして現実とリンクするかと思われた。しかし、創刊号での掲載後に不定期で2話のみが掲載された後に終了しており、実際にリングに上がることはなかった。
2015年11月15日に行われた天龍プロジェクト主催の『天龍源一郎引退試合』では、メガネスーパーがスポンサーで協賛していた。また団体分裂の契機となってしまった天龍と谷津の確執は、団体分裂後も引き続き没交渉状態となっていたが、2021年2月に後楽園ホールで行われた「ジャイアント馬場23回忌追善興行」に天龍と谷津が全日本のOBとして参加。両者が同席して会話を交わしたことが契機となって和解し、2022年年4月には天龍・谷津のトークイベントの開催に至っている。その際には当時のSWSの状況についても語られた。

## タイトル
- SWSタッグ王座
- SWSジュニアヘビー級王座

WWFと業務提携を結んでいた関係で、SWS王座はWWFが認定する王座とされていた。なお、WWFとの業務提携が決まった後、新日本プロレスが返上し、休眠状態にあったWWFインターナショナル・ヘビー級王座、WWFインターナショナル・タッグ王座、WWFジュニアヘビー級王座を、SWSで復活させようとするプランが持ち上がったが、こちらは立ち消えとなり、独自の王座を認定している。また、タッグ王座とジュニアヘビー級王座は作られたが、ヘビー級王座は認定されないまま活動休止、解散となっている。

## 所属選手
この節の出典

### レボリューション
- 天龍源一郎（道場主、理事会長、選手会長、取締役、代表取締役社長）
- ザ・グレート・カブキ（選手会編成部長、マッチメイカー）
- 石川敬士（選手会会計、マッチメイカー）
- 阿修羅・原
- サムソン冬木
- 北原辰巳（現：北原光騎）
- 北尾光司
- ウルティモ・ドラゴン（旧：2代目ザ・タイガー）（EMLL極東担当）
- 安良岡裕二
- 折原昌夫
- 平井伸和
- 中原敏之

### 道場「檄」
- 将軍KYワカマツ（道場主、選手会管理部長、選手会副会長、取締役）
- ケンドー・ナガサキ（選手会編成部長）
- 谷津嘉章（選手会議長、2代目道場主、2代目選手会長）
- 鶴見五郎（道場主代行）
- 仲野信市
- 高木功（現：2代目嵐）
- 畠中浩（現：畠中浩旭）
- 川畑輝（現：川畑輝鎮）
- 維新力
- 山中鉄也

### パライストラ
- ジョージ高野（道場主）
- 高野俊二（現：高野拳磁）
- ドン荒川
- 佐野直喜（現：佐野巧真）
- 大矢健一（現：大矢剛功）
- 片山明
- 新倉史祐
- アポロ菅原

## スタッフ

### レフェリー
- 海野宏之（現：レッドシューズ海野）
- 安達勝治
- 増山祥雄
- ジェームズ・ベアード

### リングアナウンサー
- 渡辺剛（現：鳴海剛）
- 庄田潤

### スタッフ
- 登坂栄児[25]

## 来日外国人選手
この節の出典
WWF
- アルティメット・ウォリアー
- ジ・アンダーテイカー
- ザ・ウォーロード
- カート・ヘニング
- キング・ハク
- グレッグ・バレンタイン
- ケリー・フォン・エリック
- ココ・B・ウェア
- サージェント・スローター
- ジミー・スヌーカ
- デイビーボーイ・スミス
- ティト・サンタナ
- テッド・デビアス
- ザ・バーザーカー
- ザ・バーバリアン
- ハクソー・ジム・ドゥガン
- ハルク・ホーガン
- ブルックリン・ブロウラー
- ボリス・ズーコフ
- ランディ・サベージ
- リック・マーテル
- オリエント・エクスプレス（英語版）（パット・タナカ&ポール・ダイヤモンド）
- デモリッション（スマッシュ&クラッシュ）
- ナチュラル・ディザスターズ（アースクエイク&タイフーン）
- ハート・ファウンデーション（ブレット・ハート&ジム・ナイドハート）
- パワー&グローリー（ハーキュリーズ&ポール・ローマ）
- ファビュラス・ルージョーズ（英語版）（レイモンド・ルージョー&ジャック・ルージョー）
- ザ・ブッシュワッカーズ（ブッチ・ミラー&ルーク・ウィリアムス）
- ザ・ロッカーズ（マーティ・ジャネッティ&ショーン・マイケルズ）
- ロード・ウォリアーズ（ホーク・ウォリアー&アニマル・ウォリアー）

EMLL
- アトランティス
- エミリオ・チャレス・ジュニア
- エル・ダンディ
- コマンド・ルソー
- ブルー・パンテル
- ベスティア・サルバヘ

その他
- キラー・ブルックス
- ケニー・ザ・ストライカー
- サベージ・サモアン（英語版）
- ジェフ・ジャレット
- ジェリー・モロー
- ジャイアント・ゴライアス
- チャボ・ゲレロ
- ファトゥ・サモアン
- ボブ・オートン・ジュニア
- ロチェスター・ロードブロック

## 関連書籍
- 小佐野景浩『SWSの幻想と実像』日本スポーツ出版社、1999年。ISBN 4-930943-24-8。
- 『永久保存版 天龍源一郎引退記念特別号 上巻 スポーツアルバムN0.52』ベースボール・マガジン社、2015年、63-70頁。ISBN 978-4-583-62282-8。
- 『日本プロレス事件史Vol.8 移籍・引き抜き・興行戦争』ベースボール・マガジン社、2015年、22-27頁。ISBN 978-4-583-62269-9。
- 『日本プロレス事件史Vol.12 団体の"誕生、消滅、再生"』ベースボール・マガジン社、2015年、51-57頁。ISBN 978-4-583-62325-2。
- 『B.B.MOOK1262「SWSプロレス激闘史」』ベースボール・マガジン社、2015年。ISBN 978-4-583-62364-1。